# Metro 2035
Metro 2035 (en ruso: Метро 2035) es una novela de ciencia ficción posapocalíptica de 2015 del autor ruso Dmitry Glukhovsky. Es el tercer libro de Glukhovsky de la serie principal Metro, sirve como secuela de Metro 2033 y Metro 2034. Al igual que las novelas anteriores de la serie, Metro 2035 se desarrolla principalmente en el Metro de Moscú y las ruinas del propio Moscú después de un apocalipsis nuclear. 2035 sigue la historia de Artyom, el protagonista de Metro 2033, mientras intenta establecer contacto con otros supervivientes del mundo. Metro 2035 está parcialmente inspirado en el videojuego Metro: Last Light. A su vez, Metro Exodus es un videojuego basado libremente en Metro 2035.

## Sinopsis

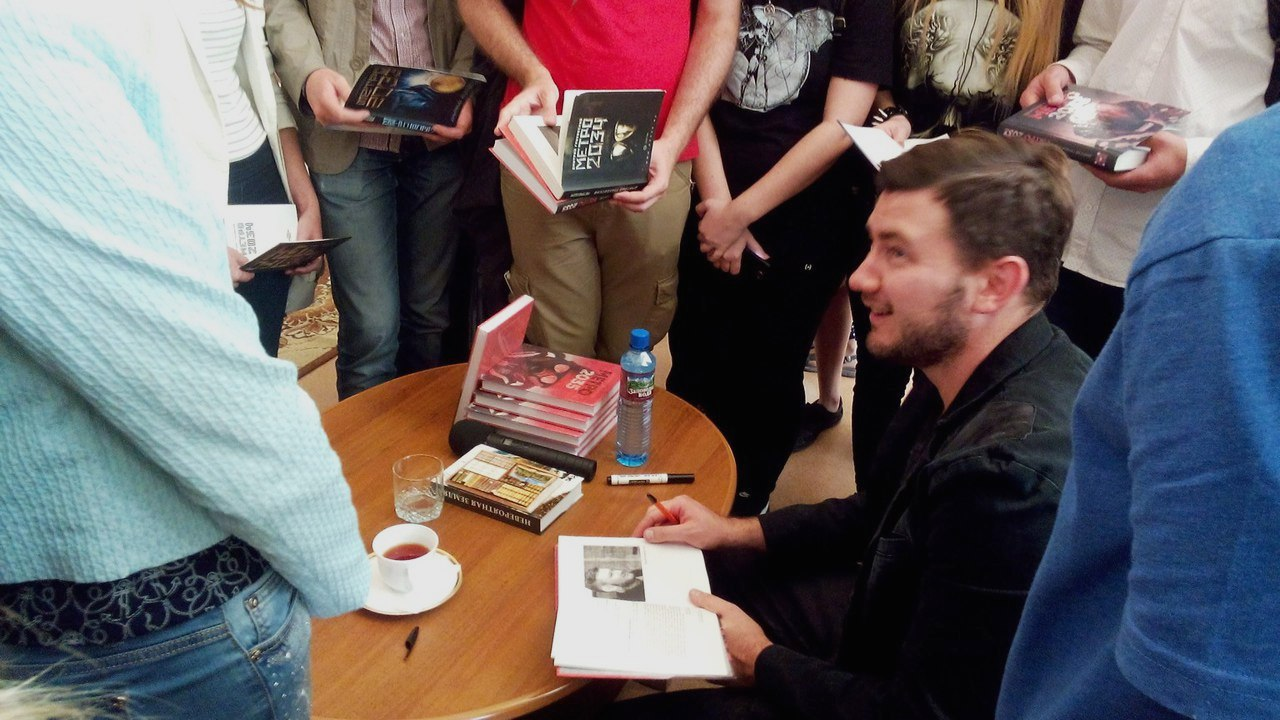
Dmitri Glujovsky en la presentación del libro “Metro 2035” en la Biblioteca Científica Universal Estatal del Territorio de Krasnoyarsk

Dos años después de Metro 2033, Artyom dejó la Orden Espartana y ahora vive en su estación natal, VDNKh, con su esposa Anya. Artyom, que afirma haber escuchado un mensaje de radio en la Torre Ostankino, intenta establecer contacto con otros supervivientes en el mundo transmitiendo mensajes de radio subiendo a la superficie altamente irradiada, pero nunca recibe ninguna respuesta. Anya considera infructuosos los esfuerzos de Artyom y su negativa a tener hijos con ella hace que su relación se deteriore. Homero, un personaje importante de Metro 2034, llega a la estación con ganas de aprender más sobre el conflicto de Artyom con los Oscuros para poder escribir de aquello en su libro. Artyom inicialmente se niega a ayudar a Homero, pero cambia de opinión después de que este afirma que conoció a un hombre en Teatralnaya que hizo contacto por radio con la Polar Dawns, una ciudad en la península de Kola. Artyom y Homero partieron hacia Teatralnaya. Lyokha, un comerciante de estiércol de Rizhskaya, les ayuda a cruzar la frontera de Hansa, una facción capitalista que controla la Línea Koltsevaya. Los tres hombres finalmente llegan a Tsvetnoy Bulvar, donde Artyom se emborracha y se desmaya en un burdel local. Artyom, Lyokha y Homero llegan a Tverskaya, rebautizada como «Darwin» por el Cuarto Reich neonazi, y son arrestados poco después. Un oficial del Reich amenaza con matar a Homero si Artyom se niega a bombardear el pasadizo que va desde la neutral Teatralnaya a Okhotny Ryad, que está controlado por la Línea Roja comunista. En Teatralnaya, Artyom encuentra al operador de radio que mencionó Homero, pero los soldados de la Línea Roja se lo llevan antes de que Artyom pueda hablar con él. Artyom va a Okhotny Ryad, donde ejecutan al operador de radio, pero otros prisioneros le dicen a Artyom que supuestamente han llegado personas de afuera de Moscú al Metro. Artyom escapa a la superficie y experimenta una extraña visión de un Moscú alternativo o de fantasía.
Artyom llega a Polis, que es la unión de cuatro estaciones y sede de la Orden Espartana. Allí, se encuentra con Letyaga, un amigo suyo de la Orden, y Miller, líder de la Orden y padre de Anya. Miller encarga a Letyaga y Artyom que entreguen un mensaje al Führer del Reich. A Artyom se le permite ingresar al Reich después de que Letyaga dice que la carta es en realidad de alguien llamado «Bessolov». Artyom es llevado a Schiller (antes Pushkinskaya ), donde lo obligan a realizar trabajos manuales con otros cautivos del Reich, incluidos Homero y Lyokha. Artyom le cuenta a Homero sus visiones de un Moscú alternativo. Homero revela que las visiones reflejan cómo Sasha, una joven que aparentemente murió a finales de 2034, imaginó la vida antes de la guerra. Artyom se da cuenta de que vio a una chica que encaja con la descripción que Homero hizo de Sasha en un burdel de Tsvetnoy Bulvar. Uno de los prisioneros de Schiller revela que supuestamente existe una base en la superficie de Balashikha. Artyom y Lyokha escapan y regresan a Tsvetnoy Bulvar, donde Artyom, muy irradiado, conoce a Sasha, ahora una prostituta al servicio de «Bessolov». Sasha y Artyom tienen una breve aventura; ella le dice que probablemente solo le queden tres semanas de vida debido a su exposición a la radiación. Acompañado por Lyokha y un explorador de superficie llamado Savelii, Artyom descubre el puesto avanzado de Balashikha y mata a los hombres que se encuentran dentro. Ve lo que supone que es un equipo de radio, pero no puede operarlo y lo daña por frustración. Poco después, sin embargo, la radio del auto de Savelii comienza a reproducir mensajes de radio de todo el mundo, revelando que el puesto de avanzada contenía un bloqueador que bloqueaba las señales de radio para que no se escucharan en Moscú. Un grupo de hombres llega al puesto de avanzada, afirmando ser de Murom, donde el aire es respirable y los cultivos pueden crecer en la superficie. Letyaga llega y ejecuta a estas personas, diciendo que eran espías y que la guerra entre Rusia y Occidente aún continúa. Miller revela que el bloqueador es una operación conjunta entre la Orden Spartana y la Hansa, supuestamente destinada a evitar que las fuerzas enemigas descubran que Moscú todavía tiene gente viviendo en él.
Miller acepta a Artyom, Lyokha y Savelii en la Orden y les encarga la entrega de municiones a Hansa. Sin embargo, mientras entrega la munición, Artyom reconoce a uno de los hombres de «Hansa» como un oficial de la Línea Roja de Okhotny Ryad. Los soldados de la Línea Roja rápidamente utilizan la munición para masacrar a una multitud de refugiados. Letyaga revela que Miller le pidió que matara a Artyom, pero cambia de opinión y ayuda a Artyom a escapar; Savelii, sin embargo, muere pisoteado por la multitud. Artyom, cada vez más desconfiado del papel de «Bessolov», acude a Tsvetnoy Bulvar para matarlo, pero se desmaya en la habitación de Sasha. Se despierta en Tagansky Protected Command Point, un antiguo búnker del gobierno, y ha recibido tratamiento para su radiación. Habla con Bessolov, que es un funcionario de alto rango en lo que queda del gobierno ruso. Bessolov revela que él y los otros miembros del búnker controlan en secreto las principales facciones del Metro detrás de escena y mantienen a la gente en el Metro para preservar la civilización. Disgustado, Artyom pide que lo lleven de regreso al Metro, donde Sasha le informa que la Orden ha capturado a sus aliados. Sasha se niega a acompañar a Artyom y afirma que ama a Bessolov. Artyom es arrestado por la Orden a su llegada a Polis. Miller organiza un tribunal de camaradas para juzgar a Artyom, Lyokha y Letyaga, con Homero como testigo. En el juicio, Letyaga critica a Miller y es asesinada a tiros, lo que provoca una pelea. En medio del caos, Artyom intenta escapar, pero se queda atrás después de que los hombres de Miller amenazan con matar a Anya. Homero supuestamente se dirige al Reich para imprimir panfletos que dicen la verdad sobre el Metro mientras Lyokha viaja a Tsvetnoy Bulvar para capturar a Bessolov. Se convoca una reunión en la Polis. El líder de la Polis le revela a la gente que se han detectado otros supervivientes, pero afirma que la guerra aún continúa, lo que requiere la cooperación entre las principales facciones del Metro. Lyokha llega con Bessolov pero le revela a Artyom que ha aceptado una oferta de este para unirse al grupo del búnker, Bessolov le daría trabajo. Artyom se siente traicionado. Artyom ve a Homero, quien admite que nunca fue al Reich a imprimir panfletos y que, en cambio, decidió establecerse en Polis. Artyom y Anya escapan a la superficie, donde utilizan el coche de Savelii para viajar a VDNKh. Artyom se ofrece a llevar a la gente a la superficie e ir a Murom, pero nadie excepto Anya acepta irse. Artyom y Anya abandonan el metro y se dirigen a Vladivostok, el hogar de la infancia de la madre de Anya. En el epílogo, Lyokha ve a Artyom y Anya salir de Moscú, pero Bessolov le dice que los deje ir.

## Historia
Joystiq mencionó por primera vez el nombre del libro en un artículo publicado el 1 de marzo de 2013. El artículo afirmaba que el libro será escrito por Dmitry Glukhovsky y también estaría disponible fuera de Rusia. El 23 de marzo de 2013, durante PAX East 2013, el propio Glukhovsky detalló algunos de los aspectos de la historia del videojuego Metro: Last Light y también reveló que estaba escribiendo un nuevo libro ambientado en el universo Metro, titulado Metro 2035, confirmando la noticia en Joystiq. Se describió que la novela cuenta la misma historia que Metro: Last Light, por lo que una vez más presenta a Artyom como protagonista, pero con mayor detalle y extensión que el juego en sí. El escritor afirmó que mientras escribía la trama y los diálogos del juego, la historia superó el marco de un videojuego, por lo que decidió escribir un libro al respecto.  En abril de 2014, Glukhovsky declaró a través de Twitter: «Ha llegado el momento de admitirlo: Metro 2035 está en proceso y podría publicarse en ruso a finales de este año». Sin embargo, el libro no se publicó en 2014 y la fecha de lanzamiento final solo estaba por ser revelado al año siguiente.  En marzo de 2015, Glukhovsky publicó una imagen en Instagram de la portada en funcionamiento de Metro 2035 y les dijo a sus seguidores que la versión impresa completa de la novela llegaría en junio de 2015.  Dos meses después, Glukhovsky publicó la versión final de la portada en Instagram y anunció que la novela finalmente estaba completa.
A partir de marzo de 2015, se publicaron diariamente capítulos de Metro 2035 en el periódico gratuito Metro distribuido en el metro de las siete ciudades más grandes de Rusia, empezando por San Petersburgo. El 12 de junio de 2015 (cuando el libro finalmente se publicó en Rusia), el sitio web oficial para lectores polacos de Uniwersum Metro 2033 reveló que el trabajo en la traducción al polaco del libro ya se encontraba en una etapa muy avanzada. Insignis, la editorial polaca, pretendía publicar la versión traducida en otoño de 2015 y cumplió su promesa cuando Metro 2035 llegó a las librerías polacas el 4 de noviembre de 2015  – al igual que Piter, la novela fue traducida del Ruso al polaco por Paweł Podmiotko.  A finales del mismo mes, Európa Könyvkiadó imprimió una traducción al húngaro de József Goretity.  Poco después, el autor declaró que una versión en inglés del libro no saldrá hasta 2016 como muy pronto  (esto fue confirmado más tarde por la revelación de la portada en inglés y el anuncio de los planes de publicar la traducción para la Navidad de 2016). La edición en inglés finalmente llegó a principios de diciembre de 2016.